# Borgsweer
Borgsweer (53° 18′ N, 7° 01′ L) é uma cidade dos Países Baixos, na província de Groninga. Borgsweer pertence ao município de Delfzijl, e está situada a 31 km, a leste de Groningen.
A área de Borgsweer, que também inclui as partes periféricas da cidade, bem como a zona rural circundante, tem uma população estimada em 140 habitantes.